# Scuola del Kerala

Lo stato del Kerala, India

La Scuola del Kerala è stata un'importante scuola di matematici e astronomi ivi fiorita tra il XIV e il XVI secolo. Fu fondata da Madhava di Sangamagrama (ca. 1350 - ca. 1425) e tra i suoi membri vanno ricordati: Narayana Pandit, Parameshvara, Nilakantha Somayaji, Jyeshtadeva, Achyuta Pisharati, Melpathur Narayana Bhattathiri e Achyuta Panikkar. Si ritiene che le scoperte originali della scuola siano terminate con Narayana Bhattathiri (1559-1632). 
Nel tentativo di risolvere problemi astronomici, la scuola del Kerala sviluppò autonomamente un gran numero di importanti concetti matematici. I loro risultati più importanti, gli sviluppi in serie di funzioni trigonometriche, sono stati descritti mediante versi in sanscrito in un libro di Neelakanta chiamato Tantrasangraha, e anche in un commentario su questo lavoro, chiamato Tantrasangraha-vakhya, di autore ignoto. I teoremi vennero enunciati senza dimostrazione, ma le dimostrazioni relative alle serie per seno, coseno e tangente furono fornite un secolo più tardi nel lavoro Yuktibhasa (c.1500-c.1610), scritto in malayalam da Jyesthadeva, e anche in un commentario su Tantrasangraha.
La loro scoperta di queste tre importanti sviluppi in serie — molti secoli prima che fossero sviluppati in Europa da Leibniz e Newton — fu una pietra miliare per la matematica. Non si può comunque dire che la scuola del Kerala abbia inventato il calcolo infinitesimale in quanto, mentre i matematici del Kerala erano in grado di sviluppare in serie di Taylor le funzioni trigonometriche, non svilupparono una teoria globale del calcolo differenziale o integrale, né svilupparono i teoremi fondamentali dell'analisi.

## Contributi

### Serie infinite e calcolo infinitesimale
- Le serie geometriche (infinite): {\displaystyle {\frac {1}{1-x}}=1+x+x^{2}+x^{3}+\dots } con {\displaystyle |x|<1}[4] Questa formula era già nota, per esempio, nel lavoro del matematico arabo del X secolo Alhazen (forma latinizzata del nome Ibn Al-Haytham).[5]
- Una dimostrazione semi-rigorosa (si veda l'"induzione" considerata sotto) del risultato: {\displaystyle 1^{p}+2^{p}+\dots +n^{p}\approx {\frac {n^{p+1}}{p+1}}} per n grande. Questo risultato era noto anche ad Alhazen.[1]
- Uso intuitivo dell'induzione matematica. Comunque, le ipotesi induttive non furono formulate o impiegate in dimostrazioni.[1]
- Applicazione delle idee (che non erano ancora sviluppate) del calcolo differenziale ed integrale per ottenere lo sviluppo in serie di Taylor-Maclaurin per {\displaystyle \sin x}, {\displaystyle \cos x} e {\displaystyle \arctan x}[2] Il Tantrasangraha-vakhya diede le serie in versi, che, tradotte in notazione matematica, possono essere scritte come:[1]

{\displaystyle r\arctan({\frac {y}{x}})={\frac {1}{1}}\cdot {\frac {ry}{x}}-{\frac {1}{3}}\cdot {\frac {ry^{3}}{x^{3}}}+{\frac {1}{5}}\cdot {\frac {ry^{5}}{x^{t}}}-\cdots ,} dove {\displaystyle y/x\leq 1.}
{\displaystyle \sin x=x-x\cdot {\frac {x^{2}}{(2^{2}+2)r^{2}}}+x\cdot {\frac {x^{2}}{(2^{2}+2)r^{2}}}\cdot {\frac {x^{2}}{(4^{2}+4)r^{2}}}-\dots }
{\displaystyle r-\cos x=r\cdot {\frac {x^{2}}{(2^{2}-2)r^{2}}}-r\cdot {\frac {x^{2}}{(2^{2}-2)r^{2}}}\cdot {\frac {x^{2}}{(4^{2}-4)r^{2}}}+\dots ,} dove, per {\displaystyle r=1}, le serie si riducono alle note serie di potenze per queste funzioni trigonometriche, ad esempio:
{\displaystyle \sin x=x-{\frac {x^{3}}{3!}}+{\frac {x^{5}}{5!}}-{\frac {x^{7}}{7!}}+\dots } e
{\displaystyle \cos x=1-{\frac {x^{2}}{2!}}+{\frac {x^{4}}{4!}}-{\frac {x^{6}}{6!}}+\dots } (La scuola del Kerala non usava il simbolismo "fattoriale".)
- Uso della rettificazione (calcolo della lunghezza) di un arco di circonferenza per dimostrare questi risultati. Il successivo metodo di Leibniz, che faceva uso delle quadrature (cioè per calcolare l'area sottesa ad un arco di circonferenza), non fu usato.[1]
- Uso dello sviluppo in serie di {\displaystyle \arctan x} per ottenere un'espressione di serie infinita (più tardi nota come serie di Gregory) per {\displaystyle \pi }:[1]

{\displaystyle {\frac {\pi }{4}}=1-{\frac {1}{3}}+{\frac {1}{5}}-{\frac {1}{7}}+\ldots }
- Un'approssimazione razionale dell'errore per le somme finite delle serie di loro interesse. Per esempio, l'errore, {\displaystyle f_{i}(n+1)}, (per n dispari e i = 1, 2, 3) per le serie:

{\displaystyle {\frac {\pi }{4}}\approx 1-{\frac {1}{3}}+{\frac {1}{5}}-\cdots (-1)^{(n-1)/2}{\frac {1}{n}}+(-1)^{(n+1)/2}f_{i}(n+1)}
dove {\displaystyle f_{1}(n)={\frac {1}{2n}},\ f_{2}(n)={\frac {n/2}{n^{2}+1}},\ f_{3}(n)={\frac {(n/2)^{2}+1}{(n^{2}+5)n/2}}.}
- Manipolazione del termine di errore per ottenere una migliore convergenza delle serie per {\displaystyle \pi }:[1]

{\displaystyle {\frac {\pi }{4}}={\frac {3}{4}}+{\frac {1}{3^{3}-3}}-{\frac {1}{5^{3}-5}}+{\frac {1}{7^{3}-7}}-\dots }
- Uso di serie perfezionate per dedurre un'espressione razionale,[1] {\displaystyle 104348/33215}, per {\displaystyle \pi } corretta fino alla nona posizione decimale, i.e. {\displaystyle 3.141592653}
- Uso di una nozione intuitiva di limite per calcolare questi risultati.[1]
- Un metodo semi-rigoroso (si veda l'osservazione sui limiti qui sopra) di differenziazione di alcune funzioni trigonometriche.[3] Comunque non formularono la nozione di funzione, né conoscevano le funzioni esponenziali e logaritmiche.

Il lavoro della scuola del Kerala fu per la prima volta documentato al mondo occidentale dall'inglese C. M. Whish nel 1835. Secondo Whish, i matematici del Kerala avevano "posto i fondamenti per un completo sistema di flussioni" e questi lavori abbondavano "di forme flussionali e serie come non era possibile trovare nel lavoro di alcun paese straniero."
Comunque i risultati di Whish rimasero piuttosto trascurati fino a più di un secolo più tardi, quando le scoperte della scuola del Kerala furono indagate nuovamente da C. Rajagopal e dai suoi associati. Il loro lavoro include un commentario sulle dimostrazioni della serie arctan in Yuktibhasa dato in due studi, un commentario sul Yuktibhasa dimostra le serie di seno e coseno e due studi che si occupano dei versi in sanscrito del Tantrasangrahavakhya relativo alle serie per arcotangente, seno e coseno (con traduzione inglese e commentario).

### Geometria, aritmetica e algebra
- Una formula per l'eclittica.
- La formula di Lhuilier per il circumcerchio di un quadrilatero ciclico.
- Numeri decimali a virgola mobile.
- Metodi iterativi per la soluzione di equazioni non-lineari.
- La formula di interpolazione di Newton-Gauss ad opera di Govindaswami.

### Astronomia e lettere
- Una procedura per determinare la posizione della Luna ogni 36 minuti.
- Metodi per stimare il moto dei pianeti.
- Una formulazione per l'equazione del centro dei pianeti.
- Un modello eliocentrico del sistema solare.

La scuola del Kerala contribuì anche molto allo sviluppo delle lettere:
- La tradizione ayurvedica e poetica del Kerala venne fondata da questa scuola.
- Il famoso poema, Narayaneeyam, fu composto da Narayana Bhattathiri.

## Matematici Importanti

### Madhava di Sangamagrama
Madhava (c. ) fu il fondatore della scuola del Kerala.  Sebbene sia possibile che sia l'autore del Karana Paddhati, scritto tra il 1375 e il 1475, tutto quello che sappiamo in realtà del suo lavoro proviene dalle opere di studiosi successivi.

### Narayana Pandit
Pandit Narayana, uno tra i più importanti matematici del Kerala, ha scritto due lavori, un trattato di aritmetica chiamato Ganita Kaumudi e un trattato di algebra chiamato Bijganita Vatamsa. Si pensa che Narayana sia anche l'autore di un elaborato commentario del Lilavati di Bhāskara II, intitolato Karmapradipika (o Karma-Paddhati).

### Parameshvara
Parameshvara, il fondatore del sistema di astronomia, è stato un autore prolifico di molti importanti lavori. Appartenne al paese di Alathur sulla riva del Bharathappuzha. Si dice che abbia effettuato osservazioni astronomiche dirette per cinquantacinque anni prima di scrivere il suo famoso lavoro, Drigganita. Scrisse anche commentari relativi ai lavori di Bhāskara I, Āryabhaṭa e Bhāskara II. Il suo Lilavathi Bhasya, un commentario sul Lilavathi di Bhāskara II, contiene una delle sue più importanti scoperte:
- Una significativa versione del teorema del valor medio, che è il più importante risultato nel calcolo differenziale e uno dei teoremi più importanti in analisi matematica. Questo risultato fu più tardi essenziale per dimostrare il teorema fondamentale del calcolo integrale.

Il Siddhanta-Deepika di Paramesvara è un commentario relativo al commentario di Govindsvamin sul Maha-bhaskareeya di Bhāskara I . Contiene:
- Alcune delle sue osservazioni di eclissi, inclusa una fatta a Navakshethra nel 1422 e due a Gokarna nel 1425 e nel 1430.
- Una formula, legata al valor medio, per l'interpolazione inversa del seno di una funzione.
- Presenta una tecnica iterativa a un punto per calcolare il seno di un angolo dato.
- Una più efficiente approssimazione che funziona usando un algoritmo interativo a due punti, che è essenzialmente equivalente al moderno metodo delle secanti.

Fu anche il primo matematico che:
- Diede un'espressione, che normalmente è attribuita a L'Huiliern (1782), per calcolare il raggio di una circonferenza con iscritto un quadrilatero ciclico.

### Nilakantha
Nilakantha Somayaji fu un discepolo di Govinda, figlio di Parameshvara. Fu un bramino a Trikkantiyur, città nei pressi di Tirur. Anche il suo più giovane fratello, Sankara, fu uno studioso di astronomia. Nel suo lavoro più significativo Tantra Samgraha Nilakantha (cui fece seguito un commentario anonimo Tantrasangraha-vyakhya e un ulteriore commentario intitolato Yukthideepika, scritto nel 1501) elaborò ed ampliò i contributi di Madhava. Purtroppo nessuno dei suoi lavori matematici è ancora esistente, comunque si può affermare che fu un matematico di notevole importanza. Nilakantha fu anche l'autore di Aryabhatiya-bhashya un commentario del Aryabhatiya. Apporti significativi nel lavoro di Nilakantha includono:
- La presenza di dimostrazioni matematiche induttive.
- Deduzione e dimostrazione delle serie di Madhava-Gregory della funzione trigonometrica arcotangente.
- Miglioramenti e dimostrazioni di altri sviluppi in serie infinite di Madhava.
- Un miglioramento dello sviluppo in serie di π/4 che converge più rapidamente.
- La relazione tra le serie di potenze di π/4 e l'arcotangente.
- Spiegazioni sofisticate dell'irrazionalità di π.
- La corretta formulazione dell'equazione del centro dei pianeti.
- Un corretto modello eliocentrico del sistema solare.

### Chitrabhanu (circa 1530)
Citrabhanu fu un matematico del Kerala del sedicesimo secolo che diede soluzioni intere a 21 tipi di sistemi di due equazioni simultanee Diofantine in due incognite. Questi tipi sono tutte le possibili coppie di equazioni delle seguenti sette forme:
{\displaystyle \ x+y=a,x-y=b,xy=c,x^{2}+y^{2}=d,x^{2}-y^{2}=e,x^{3}+y^{3}=f,x^{3}-y^{3}=g}
Per ciascun caso, Chitrabhanu diede una spiegazione e giustificazione della sua regola, così come un esempio. Alcune delle sue spiegazioni sono algebriche, mentre altre sono geometriche.

### Jyesthadeva (circa 1500–1600)
Jyesthadeva fu un altro membro della scuola di Kerala. Il suo lavoro chiave fu il Yuktibhasa (scritto in malayalam, una lingua regionale dello stato indiano del Kerala), il primo testo al mondo di calcolo infinitesimale. Contiene molti degli sviluppi della matematica della prima scuola del Kerala, in particolare da Madhava. Simile al lavoro di Nilakantha, è unico nella storia della matematica indiana, in particolare contiene:
- Dimostrazioni di teoremi.
- Deduzione di regole e di serie.
- Deduzione e dimostrazione delle serie di Madhava-Gregory della funzione arcotangente.
- Dimostrazioni di molti teoremi matematici e di serie infinite precedentemente scoperte da Madhava e da altri matematici della scuola del Kerala.
- Dimostrazione dello sviluppo in serie della funzione arcotangente (equivalente alla dimostrazione di Gregory) e delle funzioni seno e coseno.

Studiò anche diversi argomenti trovati in molti lavori indiani precedenti, tra questi:
- Soluzioni intere di un sistema di equazioni di primo grado risolte utilizzando il metodo kuttakaranam.
- Regole per trovare i seni e i coseni della somma e della differenza di due angoli.

Jyesthadeva diede inoltre:
- La prima enunciazione del teorema di Wallis.
- Deduzioni geometriche di serie.

### Sankara Varman
Rimane un ultimo lavoro della scuola del Kerala che merita una breve menzione: il Sadratnamala, un trattato astronomico scritto da Sankara Varman che è un sommario dei maggiori risultati della scuola del Kerala. Ciò che è di maggiore interesse è che fu realizzato all'inizio del XIX secolo e l'autore si distingue come l'ultimo nome importante della matematica del Kerala. Un significativo contributo fu il suo calcolo di {\displaystyle \pi } corretto fino alla diciassettesima posizione decimale.

## Possibili trasmissioni della matematica del Kerala all'Europa
Su questo argomento controverso ci sono diverse pubblicazioni, in particolare un recente interessante studio di 
D. Almeida, J. John e A. Zadorozhnyy. Questi studiosi suggeriscono che la matematica sviluppata dalla scuola del Kerala possa essere stata trasmessa all'Europa. È possibile che vi sia stata una trasmissione di idee scientifiche in quanto il Kerala era in contatto continuo con Cina, Arabia e, a partire dal 1500 circa, anche con l'Europa. Non ci sono prove dirette che attestino quest'ipotetica trasmissione sapienzale, ma è difficile respingere l'evidenza di somiglianze metodologiche, di itinerari di comunicazione e di una cronologia in grado di facilitarla.
Una chiave dello sviluppo precedente al calcolo infinitesimale in Europa, quello della generalizzazione sulla base dell'induzione, ha profonde similitudini metodologiche con lo sviluppo corrispondente del Kerala (di 200 anni precedente). C'è un'ulteriore prova nel fatto che John Wallis (1665) dimostrò il teorema di Pitagora nella stessa maniera di Bhāskara II. Gli unici canali attraverso i quali gli studiosi europei del XVII secolo potessero conoscere il lavoro di Bhāskara possono essere stati i matematici islamici o le vie del Kerala.
Sebbene si sia creduto che il calcolo infinitesimale del Kerala fosse rimasto ivi circoscritto fino alla sua scoperta da parte Charles Whish nel 1832, il Kerala fu di fatto in contatto con l'Europa fin da quando Vasco da Gama, per primo, vi arrivò nel 1499 e di conseguenza vi furono stabilite vie commerciali  tra il Kerala e l'Europa. Assieme ai commercianti europei, missionari Gesuiti furono presenti nel Kerala nel corso del XVI secolo, molti dei quali erano matematici e astronomi ed erano in grado di parlare una lingua locale come il Malayalam; essi erano perciò in grado di comprendere la matematica del Kerala. Manoscritti di matematica indiani potrebbero dunque essere stati portati in Europa dai gesuiti e da altri studiosi europei presenti nel Kerala.
In particolare, è noto che Matteo Ricci, il matematico ed astronomo gesuita generalmente considerato colui che ha portato la scienza e la matematica europea in Cina, trascorse due anni a Cochin, nel Kerala, dopo essere stato ordinato a Goa nel 1580. Durante questo periodo era in corrispondenza con il Rettore del Collegio Romano, la principale istituzione per coloro che desideravano diventare Gesuiti. Matteo Ricci scrisse a Petri Maffei affermando che stava cercando di imparare i metodi di rilevamento dei tempi da "un intelligente bramino o un onesto saraceno". A quel tempo i gesuiti erano molto bene informati nelle scienze e nelle matematiche e molti erano diplomati come matematici nei seminari gesuiti. Per diversi gesuiti che seguirono Ricci, Cochin era una tappa abituale sulla via per la Cina. Cochin (oggi nota come Kochi) era a solo 70 km dalla più grande collezione del Kerala di documenti matematici e astronomici in Thrissur (Trichur). Qui, 200 anni più tardi, i matematici europei Charles Whish e Heyne ottennero le loro copie di manoscritti scritti dai matematici del Kerala. 
Si suppone quindi che i gesuiti inviassero regolarmente resoconti alla loro sede centrale a Roma ed è possibile che alcuni di questi resoconti potessero contenere delle appendici di natura tecnica, che sarebbero passati attraverso Roma a coloro che avrebbero potuto capirli, inclusi insigni matematici. Il materiale raccolto dai gesuiti fu disseminato per tutta Europa: a Pisa, dove hanno vissuto Galileo Galilei, Bonaventura Cavalieri e John Wallis; a Padova, dove studiò James Gregory; a Parigi, dove Marin Mersenne, attraverso la sua corrispondenza con Pierre de Fermat, Blaise Pascal, Galileo e Wallis, svolse il ruolo di operatore culturale dedito alla circolazione di idee matematiche. È possibile che queste idee matematiche trasmesse dai gesuiti comprendessero la matematica del Kerala.
Altre circostanze forse probanti includono:
- James Gregory, che per primo enunciò lo sviluppo in una serie infinita dell'arcotangente (la serie di Madhava-Gregory) in Europa, non diede mai alcuna deduzione per il suo risultato, né alcuna indicazione di come lo avesse dedotto, facendo supporre che questa serie fosse importata in Europa. (Si veda Calcolo infinitesimale - Come e perché venne importato in Europa.)
- Il Kerala stabilì legami commerciali con la Compagnia britannica delle Indie orientali, che inizio il commercio con l'India nel periodo tra il 1600 e il 1608, non molto tempo prima dell'inizio della rivoluzione scientifica in Europa.